# 1423 Jose
Az 1423 Jose (ideiglenes jelöléssel 1936 QM) a Naprendszer kisbolygóövében található aszteroida. Joseph Hunaerts fedezte fel 1936. augusztus 28-án.